# Thaw (Buckethead)
Thaw è il cinquantesimo album in studio del chitarrista statunitense Buckethead, pubblicato il 30 luglio 2013 dalla Hatboxghost Music.

## Descrizione
Ventesimo disco appartenente alla serie "Buckethead Pikes", Thaw è stato pubblicato in contemporanea al precedente Teeter Slaughter, dischi pubblicati inizialmente senza titolo e resi disponibili in edizione limitata, numerata e autografata da Buckethead.
Il 17 luglio 2014 l'album è stato reso disponibile anche per il formato digitale.

## Tracce
Musiche di Buckethead.
1. Thaw – 8:06
2. Melting Season – 2:25
3. Room of Frozen Combs – 3:10
4. Kept in Batteries – 2:45
5. Dry – 3:03
6. Fragmented – 6:52
7. Dust Filter – 2:13
8. In the Bin – 1:53
9. Fountains in a Wire – 1:30

## Formazione
- Buckethead – chitarra, basso, programmazione